# Mesosemia adelphina
Mesosemia adelphina är en fjärilsart som beskrevs av Hans Ferdinand Emil Julius Stichel 1909. Mesosemia adelphina ingår i släktet Mesosemia och familjen Riodinidae. Inga underarter finns listade i Catalogue of Life.